# دارکوب بلوچی
دارکوب بلوچی یا دارکوب سندی با نام علمی Dendrocopos assimilis گونه‌ای از دارکوبان است که در ایران، پاکستان و هندوستان یافت می‌شود.

## ویژگی‌ها
دارکوب بلوچی ۲۰ سانتی‌متر طول دارد. در ظاهر شبیه به دارکوب باغی است اما جثه‌اش کوچکتر بوده، گردنش کوتاهتر است و نوار طولی سیاه‌رنگی در کنار گلویش دارد. تاج پرندهٔ نر کاملاً قرمزرنگ است اما در پرندهٔ ماده چنین نیست.

## زیستگاه
دارکوب بلوچی در جنگل‌های خشک گرمسیری یا نیمه‌گرمسیری و بیشه‌هایی که در آنان درخت گز می‌روید زندگی می‌کند و در سوراخ تنهٔ درختان لانه می‌سازد.